# Carlos Frederico, Grão-Duque de Baden
Carlos Frederico, Grão-Duque de Baden (Karlsruhe, 22 de novembro de 1728 — Karlsruhe, 10 de junho de 1811) foi o filho mais velho do príncipe Frederico de Baden-Durlach e de Amália de Nassau-Dietz, a filha de João Guilherme Friso, Príncipe de Orange e uma figura fortemente ligada ao protestantismo na Europa do século XVIII.
Ele governou como marquês de Baden-Durlach de 1746 até 1771, quando ele herdou o território de Baden-Baden após a morte de Augusto Jorge, católico, no mesmo ano, que morreu sem filhos. Desse modo, o título recaiu para Carlos Frederico, o herdeiro mais próximo de Jorge, que tornou-se, portanto, o marquês protestante de um Estado predominantemente católico. 
Ao herdar o último título citado, o território original de Baden foi reunido. Carlos Frederico é tido como um grande exemplo de bom governador absoluto: ajudou escolas, universidades, a jurisprudência, o serviço civil, a economia, a cultura e o desenvolvimento urbano de seu território. Tornou ilegal a tortura em 1767 e a servidão em 1783.
Em 1803, Carlos Frederico tornou-se o eleitor de Baden e, em 1806, o primeiro grão-duque de Baden, assumindo, então, o nome de Carlos I de Baden.
Através das políticas do ministro e barão Sigismundo de Reitzenstein, Baden adquiriu as dioceses de Constança, Basileia, Estrasburgo, Speyer, Brisgóvia e Ortenau.
Em 1806, Baden juntou-se à Confederação do Reno.

## Casamentos e descendência
Carlos Frederico desposou Carolina Luísa de Hesse-Darmstadt (1723-1783), em 28 de janeiro de 1751. Ela era filha do conde Luís VIII de Hesse-Darmstadt.

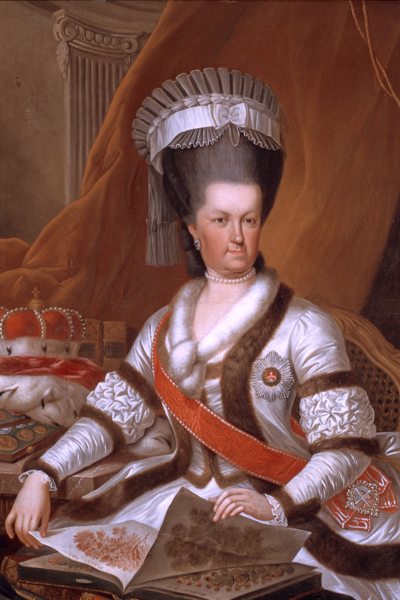
Carolina Luísa de Hesse-Darmsadt.

Deste casamento nasceram os seguintes filhos:
- Carlos Luís (Karl Ludwig) (1755-1801), desposou a condessa Amália de Hesse-Darmstadt;
- Frederico (Friedrich) (1756-1817), desposou Luísa de Nassau-Usingen (1776-1829), filha do duque Frederico de Nassau-Usingen;
- Luís (Ludwig) (1763-1830), desposou a condessa Catarina Werner de Langenstein;
- filho (natimorto) (1764);
- Luísa Augusta (Luise Augusta) (1767-1767).

Carolina Luísa faleceu em 8 de abril de 1783 e, a 24 de novembro de 1787, Carlos Frederico casou-se morganaticamente, em segundas núpcias, com Luísa Carolina Geyer de Geyersberg (1768-1820), filha de Luís Henrique Filipe de Geyer de Geyersberg.

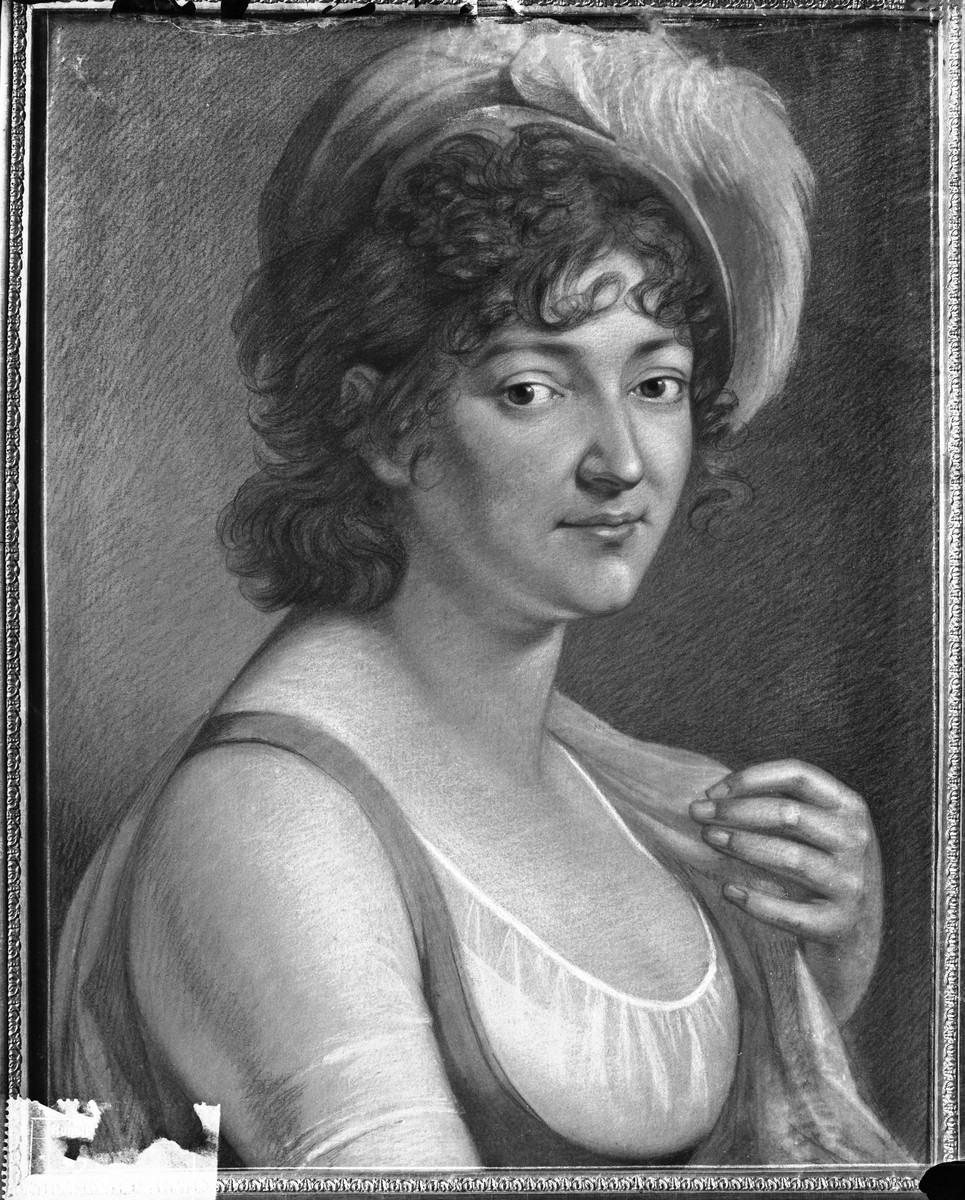
Luísa Carolina, Condessa de Hochberga.

Como o casamento era morganático, os filhos de Luísa Carolina e de Carlos Frederico não poderiam suceder no trono. A sua segunda esposa foi titulada baronesa de Hochberga quando se casou e condessa de Hochberga em 1796. Ambos os títulos foram usados por seus filhos.
Deste segundo casamento tiveram a seguinte descendência:
- Leopoldo (Leopold) (1790-1852);[2]
- Guilherme (Wilherm) (1792-1859);
- Frederico Alexandre (Friedrich Alexander) (1793-1793);
- Amália (Amalia) (1795-1869), desposou Carlos Egon II de Fürstenberg (1796-1854);
- Maximiliano (Maximilian) (1796-1882).

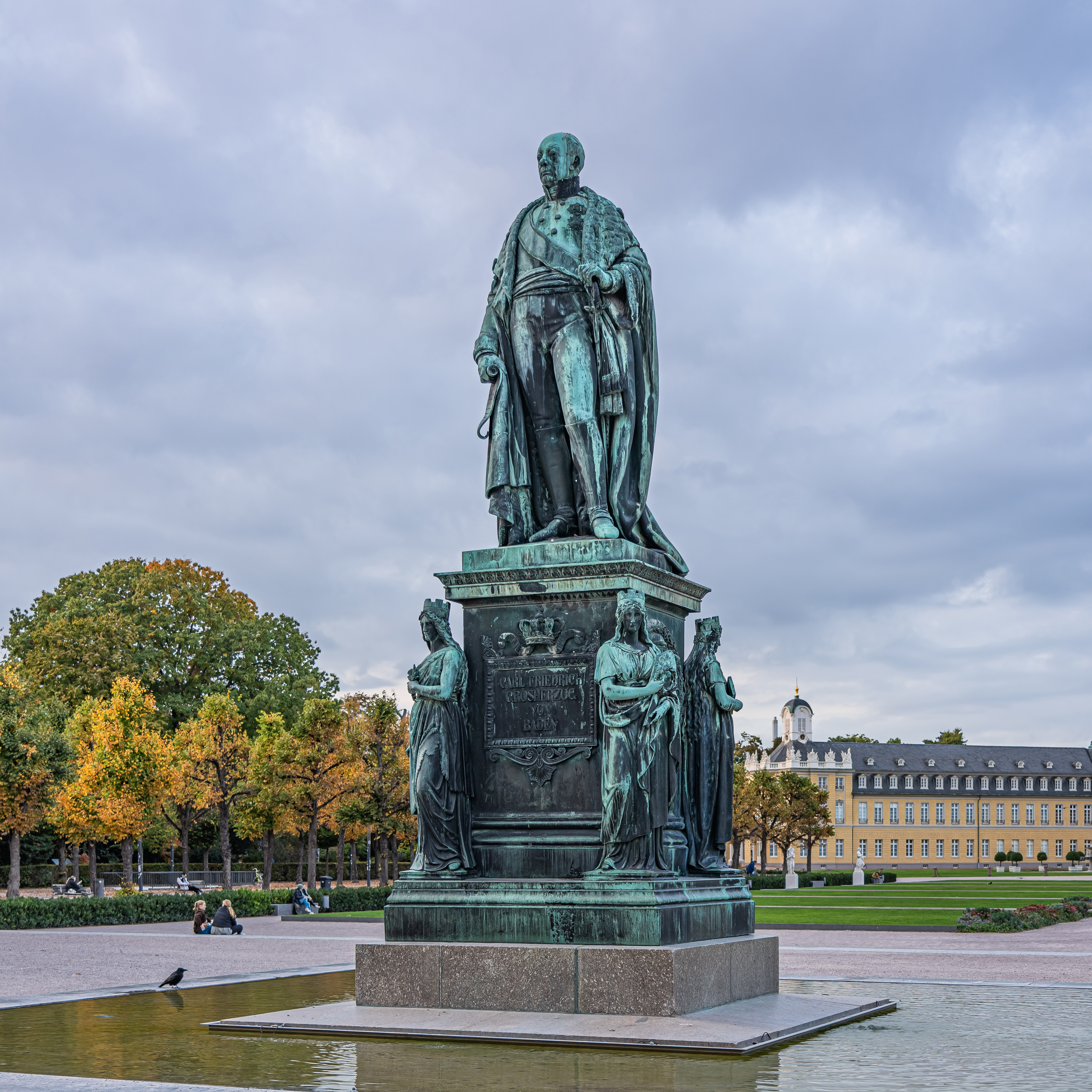
Estátua de Carlos Frederico, em frente ao Castelo de Karlsruhe.

Por volta de 1817, os descendentes de Carlos Frederico e de sua primeira esposa estavam morrendo. Para evitar que Baden fosse herdado pelo próximo herdeiro (e cunhado), o rei Maximiliano I da Baviera, o então Grão-Duque, Carlos II, modificou a lei de sucessão para dar à família Hochberga direitos dinásticos completos em Baden.
Dessa forma, eles se tornaram príncipes e princesas de Baden, com o tratamento de Alteza Grã-ducal, assim como seus meio-irmãos. Seus direitos de sucessão foram reforçados quando Baden ganhou uma constituição em 1818, reconhecida pela Baviera através do Tratado de Frankfurt de 1819.
Leopoldo, o filho mais velho, ascendeu como Grão-Duque em 1830.